# 白鳥村 (茨城県)
白鳥村（しらとりむら）は茨城県鹿島郡にかつて存在した村である。

## 地理
- 現在の鉾田市、旧大洋村の南部に位置する。
- 村は太平洋に面している。

## 歴史
村名はかつて存在した白鳥郷に由来する。

### 村域の変遷
- 1889年（明治22年）4月1日 - 町村制施行により、札村・江川村・中居村・飯島村・上幡木村・上沢村・大蔵村・阿玉村が合併し鹿島郡白鳥村が発足。
- 1955年（昭和30年）3月31日 - 上島村と合併し大洋村が発足。同日白鳥村廃止。

変遷表
| 1868年 以前 | 1868年 以前 | 明治22年 4月1日 | 昭和30年 3月31日 | 平成17年 10月11日 | 現在   |
| ----------- | ----------- | --------------- | ---------------- | ----------------- | ------ |
|             | 札村        | 白鳥村          | 大洋村           | 鉾田市            | 鉾田市 |
|             | 江川村      | 白鳥村          | 大洋村           | 鉾田市            | 鉾田市 |
|             | 中居村      | 白鳥村          | 大洋村           | 鉾田市            | 鉾田市 |
|             | 飯島村      | 白鳥村          | 大洋村           | 鉾田市            | 鉾田市 |
|             | 上幡木村    | 白鳥村          | 大洋村           | 鉾田市            | 鉾田市 |
|             | 上沢村      | 白鳥村          | 大洋村           | 鉾田市            | 鉾田市 |
|             | 大蔵村      | 白鳥村          | 大洋村           | 鉾田市            | 鉾田市 |
|             | 阿玉村      | 白鳥村          | 大洋村           | 鉾田市            | 鉾田市 |

## 人口・世帯

### 人口
総数 [単位： 人]
| 1891年（明治24年） | 1,666 |
| 1909年（明治42年） | 4,297 |
| 1920年（大正 9年） | 4,710 |
| 1935年（昭和10年） | 5,059 |
| 1950年（昭和25年） | 6,451 |

### 世帯
総数 [単位： 世帯]
| 1920年（大正 9年） | 941   |
| 1935年（昭和10年） | 932   |
| 1950年（昭和25年） | 1,131 |

## 交通

### 道路
- 二級国道
  - 国道123号（ → 国道51号）